# Peter Madsen (calciatore)
Peter Planch Madsen (Roskilde, 26 aprile 1978) è un ex calciatore danese, attaccante.

## Carriera

### Club
Inizia giocare nelle giovanili del Roskilde B 06, prima di passare al Brondby IF. Debuttò con il Brondby nell'aprile 1997, e vinse tre volte il Campionato e una volta la Coppa Danese in sei anni passati nel club. Nel 2001-2002 vinse la classifica capocannonieri insieme a Kaspar Dalgas.
Dopo il Brondby, Madsen andò in Germania, passando per Wolfsburg, Bochum e Köln.
Nel Köln non ebbe successo e andò in prestito al Southampton, in Inghilterra, dove segnò 2 gol in 9 partite prima di tornare al Köln, retrocesso nel frattempo in Seconda Divisione.

### Nazionale
Ha giocato per la Nazionale danese a partire dall'Under-17 sino a quella maggiore. In tutte le Nazionali giovanili ha segnato 9 gol in 35 partite.
Esordì con la Nazionale maggiore nell'ottobre 2001.
Venne anche incluso nella lista dei convocati per il Mondiale 2002, ma non giocò alcuna partita del torneo.
Nel 2004 venne convocato per l'Europeo.

## Palmarès

### Club
- Campionato danese: 2

Brøndby: 1997-1998, 2001-2002
- Coppa di Danimarca: 3

Brøndby: 1997-1998, 2002-2003, 2007-2008
- Supercoppa di Danimarca: 2

Brøndby: 1997, 2002

### Individuale
- Capocannoniere del campionato danese: 1

2001-2002 (22 reti)

## Statistiche

### Cronologia presenze e reti in nazionale
| Cronologia completa delle presenze e delle reti in nazionale ― Danimarca | Cronologia completa delle presenze e delle reti in nazionale ― Danimarca | Cronologia completa delle presenze e delle reti in nazionale ― Danimarca | Cronologia completa delle presenze e delle reti in nazionale ― Danimarca | Cronologia completa delle presenze e delle reti in nazionale ― Danimarca | Cronologia completa delle presenze e delle reti in nazionale ― Danimarca | Cronologia completa delle presenze e delle reti in nazionale ― Danimarca | Cronologia completa delle presenze e delle reti in nazionale ― Danimarca |
| Data                                                                     | Città                                                                    | In casa                                                                  | Risultato                                                                | Ospiti                                                                   | Competizione                                                             | Reti                                                                     | Note                                                                     |
| ------------------------------------------------------------------------ | ------------------------------------------------------------------------ | ------------------------------------------------------------------------ | ------------------------------------------------------------------------ | ------------------------------------------------------------------------ | ------------------------------------------------------------------------ | ------------------------------------------------------------------------ | ------------------------------------------------------------------------ |
| 6-10-2001                                                                | Copenaghen                                                               | Danimarca                                                                | 6 – 0                                                                    | Islanda                                                                  | Qual. Mondiali 2002                                                      | -                                                                        | 69’                                                                      |
| 10-11-2001                                                               | Copenaghen                                                               | Danimarca                                                                | 1 – 1                                                                    | Paesi Bassi                                                              | Amichevole                                                               | -                                                                        | 46’                                                                      |
| 27-3-2002                                                                | Dublino                                                                  | Irlanda                                                                  | 3 – 0                                                                    | Danimarca                                                                | Amichevole                                                               | -                                                                        | 46’                                                                      |
| 17-4-2002                                                                | Copenaghen                                                               | Danimarca                                                                | 3 – 1                                                                    | Israele                                                                  | Amichevole                                                               | -                                                                        | 46’                                                                      |
| 26-5-2002                                                                | Wakayama                                                                 | Tunisia                                                                  | 1 – 2                                                                    | Danimarca                                                                | Amichevole                                                               | -                                                                        | 87’                                                                      |
| 16-11-2003                                                               | Manchester                                                               | Inghilterra                                                              | 2 – 3                                                                    | Danimarca                                                                | Amichevole                                                               | -                                                                        | 84’                                                                      |
| 18-2-2004                                                                | Adana                                                                    | Turchia                                                                  | 0 – 1                                                                    | Danimarca                                                                | Amichevole                                                               | -                                                                        | 58’                                                                      |
| 31-3-2004                                                                | Gijón                                                                    | Spagna                                                                   | 2 – 0                                                                    | Danimarca                                                                | Amichevole                                                               | -                                                                        | 46’                                                                      |
| 5-6-2004                                                                 | Copenaghen                                                               | Danimarca                                                                | 1 – 2                                                                    | Croazia                                                                  | Amichevole                                                               | -                                                                        | 72’                                                                      |
| 27-6-2004                                                                | Porto                                                                    | Rep. Ceca                                                                | 3 – 0                                                                    | Danimarca                                                                | Euro 2004 - Quarti di finale                                             | -                                                                        | 71’                                                                      |
| 18-8-2004                                                                | Poznań                                                                   | Polonia                                                                  | 1 – 5                                                                    | Danimarca                                                                | Amichevole                                                               | 3                                                                        |                                                                          |
| 4-9-2004                                                                 | Copenaghen                                                               | Danimarca                                                                | 1 – 1                                                                    | Ucraina                                                                  | Qual. Mondiali 2006                                                      | -                                                                        | 79’                                                                      |
| 9-2-2005                                                                 | Atene                                                                    | Grecia                                                                   | 2 – 1                                                                    | Danimarca                                                                | Qual. Mondiali 2006                                                      | -                                                                        | 69’                                                                      |
| Totale                                                                   |                                                                          | Presenze                                                                 | 13                                                                       |                                                                          | Reti                                                                     | 3                                                                        |                                                                          |